# Amina Kamara
Amina Kamara (sinh ngày 31 tháng 1 năm 1987 tại London, Vương quốc Anh) là người đầu tiên giành danh hiệu Hoa hậu Tây Phi năm 2008, khi cô đại diện cho Sierra Leone tại cuộc thi Hoa hậu Tây Phi khai mạc ở London.
Amina Kamara sinh ra ở London, Anh vào năm 1987, có bố mẹ là người Sierra Leone, Abass Alieu Kamara và Kadi Kamara. Cô lớn lên ở North West London và theo học tại trường tiểu học Harlesden trước khi chuyển sang trường cộng đồng Queens Park vào năm 1997. Cuộc sống khó khăn như ở Harlesden dành cho người dân tộc thiểu số, Amina Kamara luôn ngước nhìn cả cha mẹ và đặc biệt là anh trai Alieu Kamara hơn cô bé 10 tuổi. Alieu Kamara thường nhận trách nhiệm chăm sóc và tư vấn cho Amina và 2 chị gái của cô. Cô giao tiếp tốt với các hàng xóm của mình và tự hào về người dân trong khu phố của mình, và đến hôm nay cô vẫn thường xuyên đến thăm.
Cô theo học tại QPCS cho đến năm 9 và sau đó bố mẹ cô quyết định chuyển đến Đông London. Amina sau đó theo học tại một trường học ở Chingford có tên Rush Croft School và hoàn thành chương trình GCSE ở đó. Tách khỏi nguồn gốc Tây Phi của mình, mong muốn lớn của cô là đi du lịch vòng quanh thế giới và trải nghiệm các nền văn hóa khác nhau và gặp gỡ tất cả mọi người, bao gồm cả một phần của sự phát triển của đất nước Sierra Leone.
Sau đó, cô chuyển đến Waltham Forest College, nơi cô bắt đầu học chuyên ngành Du lịch trong 3 năm và đạt được Chứng chỉ nghề nâng cao về Du lịch. Chịu ảnh hưởng lớn từ anh trai Alieu, Amina Kamara sống những ngày còn trẻ như một tomboy, trèo qua hàng rào để chơi bóng đá và bóng rổ với các chàng trai, không bao giờ biết rằng một ngày nào đó cô sẽ trở thành người chiến thắng trong cuộc thi sắc đẹp của một khu vực châu Phi nơi cô sẽ khám phá ý định trọn đời của cô ấy để đi du lịch thế giới.
Sau đó, cô theo học Đại học Kent để học Cử nhân Quản lý Du lịch, nơi cô học được tầm quan trọng của quy hoạch và phát triển Du lịch và quản lý du lịch ở các nước. Thời gian của Amina tại Kent rất khó khăn do sự khác biệt xã hội giữa các đồng nghiệp của cô. Ở giai đoạn này, cảm thấy xa cách với các bạn đồng trang lứa, Amina đã phải từ bỏ lối sống tomboy của mình và bắt đầu mặc váy và trang điểm. Mặc dù giấc mơ đi du lịch khắp thế giới của Amina ngày càng gần hơn, cô vẫn gặp nhiều khó khăn với đời sống xã hội. Ngay khi mọi thứ bắt đầu, cô nhận được một cuộc điện thoại từ anh trai Alieu, để thông báo cho cô rằng anh đã đến Mỹ và anh đã được chẩn đoán do một khối u não.
Lo sợ cho cuộc sống của mình khiến Amina khó có thể tiếp tục tập trung tại cuộc thi, anh quay lại London trấn an Amina đừng lo lắng về tình trạng của mình vì mọi thứ sẽ ổn. Khi trở về Mỹ, Amina đã sớm được thông báo từ mẹ cô rằng anh đã chết vì một khối u não ác tính. Amina phải mất khoảng 3 tháng 4 trước khi cô có thể quay lại với việc học của mình được thúc đẩy bởi những lời nói và ảnh hưởng mạnh mẽ của anh.
Ngay sau đó, Amina cũng bắt đầu quan tâm đến việc trở thành người mẫu và tham gia vào nhiều hoạt động người mẫu trước khi bắt gặp lời mời của Nana Tamakloe để tham gia cuộc thi sắc đẹp Hoa hậu Tây Phi đầu tiên.